# 布徹嶺
79°12′S 155°48′E / 79.200°S 155.800°E
布徹嶺（英語：Butcher Ridge）是南極洲的山嶺，位於奧次地，處於艾爾斯山西北面，屬於庫克山脈的一部分，以美國海軍的航空管理員命名，現時由南極條約體系管理。